# Eispiraten Crimmitschau
Le ETC Crimmitschau - Die Eispiraten est un club professionnel allemand de hockey sur glace basé à Crimmitschau. Il évolue en 2. Bundesliga, le second échelon allemand.

## Historique
Le club est créé en 1990 sous le nom de EHC Crimmitschau. La même année, il est rebaptisé  	ETC Crimmitschau. En 2005, il prend le nom de ETC Crimmitschau - Die Eispiraten. En 2006, il est promu en 2. Bundesliga, sa division actuelle.

### Palmarès
- Vainqueur de l'Oberliga: 1995, 2000.